# Endogé

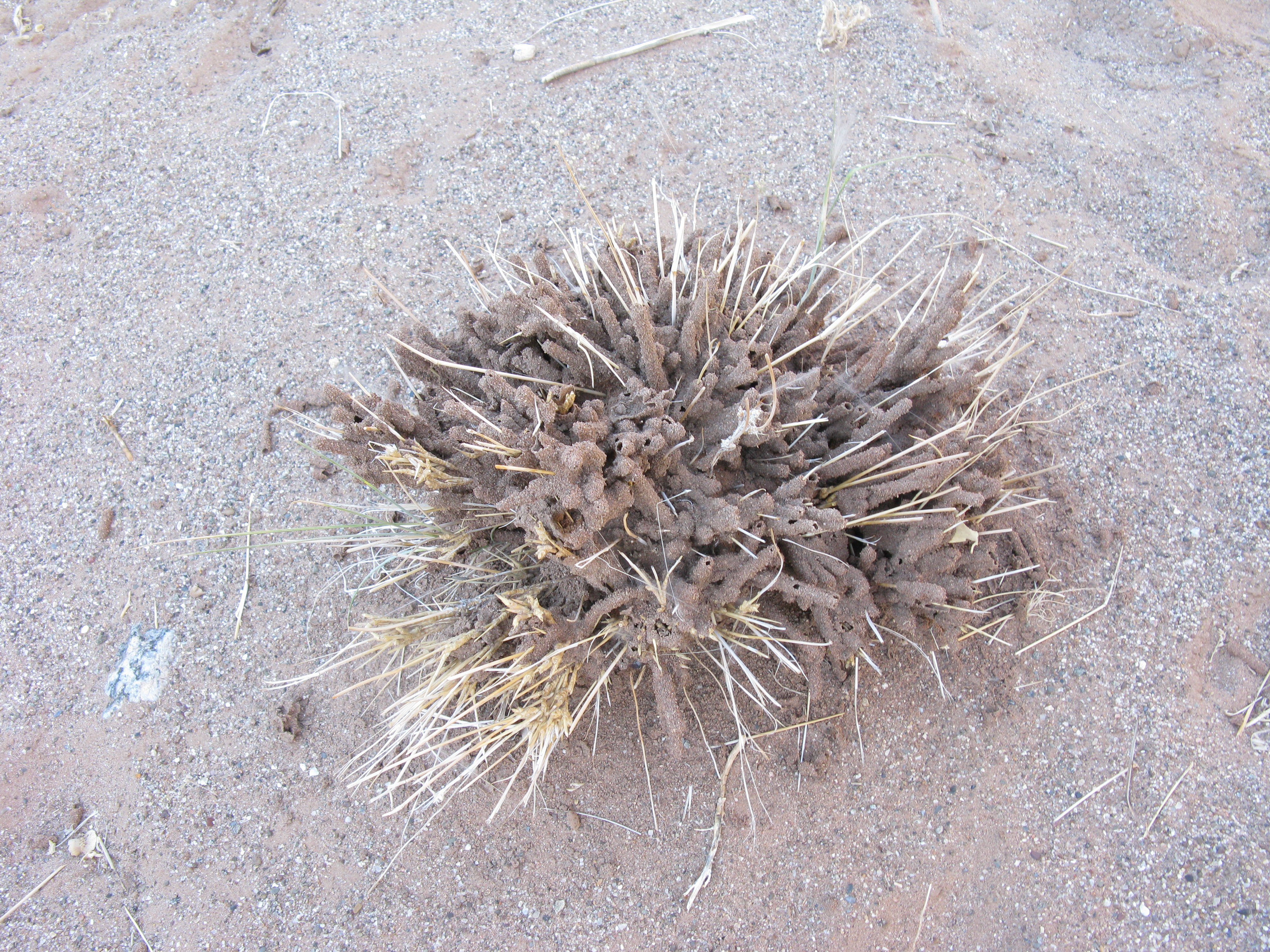
Les termites du genre ' construisent des nids hypogés invisibles mais dont l'activité pédologique est trahie par les rejets de terre (mélangés à la salive et aux excréments de ces insectes, ils cimentent les tiges de la plante) qui jouent un rôle agroécosystémique important. À Saria ou à Gonse (Burkina Faso), les études donnent des chiffres éloquents sur l'activité de ces termitières : 1300 édifices/ha soit 3 tonnes de terre remontée/an ou encore 3 à 5 kg de rejet/m^{2}/an. L'action de la faune termitique est ainsi un facteur primordial de l'équilibre des sols forestiers équatoriaux.

Une espèce ou une communauté d'espèces sont dites endogées (ou plus souvent hypogées dans le domaine de la botanique) si elles vivent sous terre (par opposition à « épigé » qui désigne les espèces germant ou vivant à la surface du sol).
Dans le domaine de la géologie, les structures ou évènements endogés sont ceux qui se produisent sous le niveau du sol, dans le sous-sol.
Dans le domaine de l'architecture, les salles ou structures endogées sont celles qui sont situées dans le sol, tels que catacombes, égouts, fondations.

## Étymologie
L'adjectif endogé vient du grec endo, « dedans » et gé, « terre ».

## Dans le domaine de la biologie
De manière générale, les espèces endogées (par opposition à épigées) sont souvent des espèces qui effectuent la totalité de leur cycle de vie sous la terre.
Elles sont généralement lucifuges et/ou vulnérables à la sécheresse de l'air (déshydratation). 

Il peut s'agir de champignons (la truffe est un des exemples les plus connus), mais il en existe de nombreux autres, (notamment en zone tropicale) ou d'animaux (invertébrés : vers de terre, insectes...)
Nombre d'espèces endogées jouent un rôle important dans le cycle du carbone, les cycles de l'azote, du phosphore, du potassium... ainsi que dans la production et l'entretien de l'humus. 

Les espèces vivant sous-terre, mais juste sous la surface sont dites « épi-endogées ».
Les organismes endogés peuvent régresser en présence de polluants ou sous l'effet du tassement, de l'acidification, de la déshydratation ou de l'engorgement ou ennoiement des sols.

### Vers de terre endogés
Les vers de terre endogés (20 % de la masse des lombrics) sont des animaux de taille petite à moyenne (en général 1 à 20 cm de long et 2 à 4,5 mm de diamètre) vivant en moyenne 3 à 5 ans dans des milieux riches en matière organique qui constitue leur principale nourriture (90 % de minéraux et 10 % de débris végétaux). Ils vivent continuellement dans le sol où ils creusent parfois un petit réseau de galeries sub-horizontal à horizontal, très ramifié et de type temporaire (ces galeries étant à terme bloquées par leurs déjections). Marcel Bouché, directeur du laboratoire de zoo-écologie des sols de l'INRA, subdivise cette catégorie en sous-catégories en fonction de leur mode alimentaire et de leur localisation dans le sol : endogés géophages tubulaires qui se nourrissent de terre pauvre en matière organique ; épi-endogés rhizophages qui consomment les racines mortes des végétaux ; hypo-endogés difformes aux caractères morphologiques et biologiques particulières (Ailoscolex lacteospumosus) ; endogés carnivores, se nourrissant d'autres lombriciens (Agastrodrilus monicae).